# Sturisoma frenatum
Sturisoma frenatum är en fiskart som först beskrevs av George Albert Boulenger 1902.  Sturisoma frenatum ingår i släktet Sturisoma och familjen Loricariidae. Inga underarter finns listade i Catalogue of Life.